# Urs Zimmermann (Pfarrer)
 Urs Zimmermann (* 1942, heimatberechtigt in Affoltern am Albis) ist ein Schweizer reformierter Pfarrer und Politiker (EVP). Von 2005 bis 2010 war er Mitglied im Rat des Schweizerischen Evangelischen Kirchenbunds (SEK). 
Zimmermann war nach Studium und pfarramtlichem Praktikum (Vikariat) zunächst Pfarrer in einer Gemeinde im aargauischen Seetal und dann 29 Jahre in der Kirchgemeinde Wettingen-Neuenhof. Im Dekanat Baden war er einige Jahre Dekan und in der Amtsperiode 2003–2006 Synodenpräsident der Reformierten Landeskirche Aargau. Zudem war er von Juli 2005 bis Ende 2010 Mitglied des Rats des SEK. 
Nach seiner Pensionierung kandidierte Zimmermann im Jahr 2009 auf der Liste der EVP für den Grossen Rat des Kantons Aargau und kam im Bezirk Baden (Aargau) auf den ersten Nachrückplatz hinter der gewählten Lilian Studer.
Urs Zimmermann ist mit der ehemaligen EVP-Grossrätin Elsbeth Zimmermann verheiratet und hat vier erwachsene Kinder.